# 单胺氧化酶抑制剂
单胺氧化酶抑制剂（英語：MAOIs, Monoamine oxidase inhibitor）是一类抑制单胺氧化酶作用的药物。该类药品在抑郁症的治疗中已有很长的一段历史，相比其他抗抑郁药，该药对非典型抑郁障碍的治疗特别地有效。MAOIs也被用于帕金森氏病和一些其他疾病的治疗。
由于药物间相互作用饮食不当，该药可能导致严重的不良反应甚至致死， 因此一般作为药物治疗的最后选择，即当其他类型的抗抑郁药（如选择性5-羟色胺再摄取抑制剂和三环类抗抑郁药）治疗均告无效时才考虑使用MAOIs。近期对MAOIs的研究表明，许多关于该类药品因饮食不当造成的副作用属于误报。该类药品的效用已被证明，但在医药界仍常被误解以至未能得到良好使用。
近期的研究也对之前的结论提出了质疑，认为不当饮食导致不良反应的严重性值得商榷。

## 适应症
新型MAOIs如丙炔苯丙胺 (通常用于治疗帕金森氏病) 以及另一种可逆性MAOI吗氯贝胺是一种更为安全的选择，有时已用於一线治疗之中。
MAOIs对惊恐障碍及广场恐惧症、社交恐惧症、非典型抑郁障碍及带有焦虑情绪的抑郁障碍和抑郁性暴食症以及創傷後心理壓力緊張症候群和边缘型人格障碍的治疗有效。根据最近的回顾性分析，MAOIs在对双向障碍病情控制中也显现出有效性。也有报道显示MAOIs对强迫症、拔毛癖、畸形恐惧以及回避型人格障碍的治疗有效，但这些报告都来自不受控制的病例情况下的分析。
MAOIs也可选择性抑制B型单胺氧化酶（由此影响多巴胺能神经元），从而用于帕金森氏病的治疗，同时还是一种预防偏头痛的方法。抑制A型单胺氧化酶和B型单胺氧化酶的MAOIs则用于治疗临床抑郁症以及焦虑症。
MAOIs專門用于治疗带有惊恐障碍或癔病样心境苦闷(hysteroid dysphoria)的疑似患者，及长期有抑郁情绪的门诊患者。

## 药物机理
MAOIs通过抑制单胺氧化酶的活性来发挥作用，由此来减缓单胺类递质的分解以加强递质的作用。单胺氧化酶有两种异构体，A型单胺氧化酶(MAO-A)，B型单胺氧化酶(MAO-B)。MAO-A优先脱去5-羟色胺、N-乙酰-5-甲氧基色胺、肾上腺素及去甲肾上腺素的氨基；而MAO-B则优先脱去苯基乙胺及痕量胺的氨基。两者对多巴胺的脱氨基作用相同。

### 可逆性
早期的MAOIs与单胺氧化酶共价结合，因此这种抑制效果是不可逆的。被MAOI以共价键结合的酶会永久失去活性，除非细胞合成新的酶替代它。这些酶大约每14天更新一次。一些如吗氯贝胺的新型MAOIs是可逆的，它们能脱离被抑制的酶，并使酶正常促进底物的分解代谢。这种方式的抑制的程度取决于单胺氧化酶及MAOI的浓度。
在骆驼蓬、死藤水、死藤水藤以及西番莲中发现的骆驼蓬碱是一种可逆的A型单胺氧化酶抑制剂(RIMA)

### 选择性
除可逆性外，大多MAOIs还对单胺氧化酶有选择性。一些MAOIs同等程度地抑制MAO-A和MAO-B，而另一些则能更强地抑制其中的一种。
对MAO-A的抑制主要能减缓5-羟色胺、去甲肾上腺素和多巴胺的分解。选择性抑制MAO-A则能迫使酪胺通过MAO-B代谢。如果与其他类型的5-羟色胺增强剂联用，其相互作用可能导致5-羟色胺综合征，严重时可能威胁生命，而与非选择性及非可逆的旧型MAOIs联用也可能造成此后果。特别地，旧型MAOIs还有可能与富含酪胺的食物产生相互作用。酪胺能在MAO-A或MAO-B的作用下分解，而对两种酶的抑用可能导致酪胺难以分解而过多堆积，因此，用药时对酪胺的摄入必须予以控制。
对MAO-B的抑制主要能减少多巴胺及苯乙胺的分解，用药时没有相关的饮食限制。MAO-B也能促进酪胺的代谢，而多巴胺、苯乙胺、酪胺三者之间唯一不同的在于两个位于碳3和碳4位的酚基。在酪胺中，碳4位的羟基不与MAO-B产生位阻。司来吉兰和雷沙吉兰两种MAO-B抑制剂，已经过FDA认证不需要限制饮食，除非高剂量使用（这会导致选择性失去）

## 风险性
口服MAOIs会减缓饮食胺的分解。富含酪胺的食物经消化吸收，人体可能会面临高血压危象。药物起效的剂量因人而异，有时剂量差别会很大，不同MAOIs的抑制效果和选择性的差异也会影响药物的用量。
酪胺导致高血压反应的具体机理尚不清楚，有假说认为酪胺取代了囊泡中储存的去甲肾上腺素。这可能会引发突触释放过量去甲肾上腺素，从而导致高血压危象。另一种理论则认为是儿茶酚胺的过量堆积导致了高血压危象。
酪氨酸是酪胺的前体，后者是前者的分解的产物。在消化道中的发酵作用下，酪氨酸能脱羟基变为酪胺。而通常酪胺会在肝脏中脱氨基变为无活性的代谢产物，但是当肝单胺氧化酶（主要是MAO-A）被抑制时，肝脏就难以清理通过它的酪胺，这时血液中的酪胺水平就会攀升。高浓度的酪胺会与酪氨酸竞争通过血脑屏障（由芳香族氨基酸协助运输），这些物质将进入肾上腺素能神经末梢。一旦进入细胞质，酪胺就通过小泡单胺类转运体（VMAT）被运送到突触小泡，由此替换去甲肾上腺素。去甲肾上腺素大量地从小泡释放到细胞间质会积累高血压危象的可能。不经治疗，高血压危象可能引发中风或心律失常。总的来说，目前可逆的A型单胺氧化酶抑制剂还没有这种风险。而两种肠单胺氧化酶抑制都能导致发烧、恶心，如果在食物中摄入大量左旋多巴，还能导致精神症状。
可能含有较高水平酪胺（包括肝代谢及发酵产物）的食物如酒精饮料和熟奶酪。含有左旋多巴的如蚕豆。但这些饮食限制在选择性B型单胺氧化酶抑制剂使用者并不必要，除非药物剂量较高。
值得一提的是，一些肉汁、酵母膏含有特别高水平的酪胺，它们不应与在用药期间食用。
MAOIs被首次引入时，这些风险还并不清楚，以至于在40年中有接近100人死于高血压危象。大概由于该药出现的突发的严重不良反应，MAOIs被认为相当危险，致使其曾一度在美国完全下架。现在认为MAOIs是一种用于中长期治疗的一种可行选择，惟须遵循精神科医生的指导。
MAOIs使用中最显著的风险就是与非处方药和处方药、违法药品及一些保健补充剂（如色氨酸）之间潜在的相互作用。对医务人员的相关药品的回避提示至关重要。因此，不少使用MAOIs治疗的患者随身携带一张“MAOI卡”，以使急救人员知道应避免哪些药品。（例如肾上腺素剂量应减少75%。）MAOI使用者中发生因药物相互作用或饮食不当造成不良反应的危险特别高，因为这些患者常常是“不在乎自己的生死”的抑郁症患者。
色氨酸补充剂不应与MAOIs共用，因为这可能会导致5-羟色胺综合征，严重时可能致命。
除非有专业监护，MAOIs不应与其他精神药物（抗抑郁药、止痛药、兴奋剂等，不论合法与非法）共用。某些特定药物联用可能导致死亡，常见的包括与选择性5-羟色胺再摄取抑制剂、三环类抗抑郁药、亚甲二氧甲基苯丙胺、哌替啶、反胺苯环醇以及右美沙芬的联用。因MAOIs的增强作用和延长效应，在使用肾上腺素、去甲肾上腺素或多巴胺时必须将剂量降到很低。
尼古丁单独使用被显示出“相对较弱”的上瘾性而在对鼠的实验中，与MAOI共用时，鼠的感受性显著提升，显示出潜在的上瘾性提升。这也许体现出戒烟的困难，因为烟草中除尼古丁外还含有天然的单胺氧化酶抑制化合物。

### 撤药反应
包括MAOIs在内的抗抑郁药都具有一定程度的致瘾性，最为显著的就是戒断综合征，这种状况在MAOIs突然撤药时可能尤为严重。但是总的来说，MAOIs或其他抗抑郁药的致瘾性并不像苯二氮平类药物那样显著。在数周、数月或数年的时间内逐渐减少剂量，可以减轻或避免戒断综合征。
MAOIs及其他抗抑郁药并不会改变造成抑郁障碍的生理基础，因此撤药后是可能恢复到治疗前的状态的。
撤药反应很大程度上使患者在MAOI和SSRI之间的换药变得麻烦，因为在使用另一者之前，必须确保上一种药品在体内衰减到可忽略的水平。如果患者对其一者逐渐减少剂量，那么患者就将面临持续数周的无药物治疗的间隔，并忍受期间抑郁的痛苦。如果不顾两种药物的相互作用铤而走险进行换药，效果可能会不错，但这对患者来说一般并不易办到。

### 药物相互作用
MAOIs因其许多的药物相互作用而有着不好的名声，以下几类物质会与之发生相互作用：
- 由单胺氧化酶促进分解的物质，它们的含量可能会激增数倍。
- 能提升5-羟色胺、去甲肾上腺素、多巴胺作用的物质，因为任何过多的这些神经递质都可造成严重后果，如5-羟色胺综合征、高血压危象及精神病。

此类物质有：
- 苯乙胺类： 4-溴-2,5二甲氧基苯乙胺, 麦司卡林, 苯乙胺 (PEA)等。
  - 安非他命类：安非他命、[41]亚甲二氧甲基苯丙胺、右旋安非他命、甲基苯丙胺、2,5-二甲氧基-4-甲基安非他命（DOM）等。
- 色胺类：二甲基色胺、4-羟二甲基色胺/裸盖菇素等。
  - 麦角酰胺类：麦角灵 /麦角酰胺等。
- 5-羟色胺、去甲肾上腺素和多巴胺再摄取抑制剂：
  - 选择性5-羟色胺再摄取抑制剂（SSRIs）：西酞普兰、达泊西汀、艾司西酞普兰、氟西汀、氟伏沙明、帕罗西汀、舍曲林。
  - 5-羟色胺和去甲肾上腺素再摄取抑制剂（SNRIs）：去甲文拉法辛、度洛西汀、米那普仑、文拉法辛。
  - 多巴胺再摄取抑制剂（NDRIs）：安咪奈丁、丁氨苯丙酮、哌醋甲酯、氨苯甲异喹。
  - 去甲肾上腺素再摄取抑制剂（NRIs）：阿托西汀、马吲哚、瑞波西汀。
  - 三环类抗抑郁药（TCAs）：阿米替林、布替林、氯丙咪嗪、去甲丙咪嗪、度硫平、多虑平、丙咪嗪、洛非帕明、去甲替林、普罗替林、三甲丙咪嗪。
  - 四环类抗抑郁药（TeCAs）：阿莫沙平、马普替林。
  - 苯基哌啶衍生物阿片类：哌替啶、曲马朵、美沙酮、芬太尼、右旋丙氧芬、普洛帕吩。
  - 其他：溴苯那敏、氯苯吡胺、可卡因、环苯扎林、右美沙芬（DXM）、克他命、亚甲基二氧吡咯戊酮（MDPV）、奈法唑酮、苯环己哌啶（PCP）、非尼拉敏、西布曲明、曲唑酮。
- 5-羟色胺、去甲肾上腺素和/或多巴胺释放剂：甲米雷司（4-MAR）、安非他明、苄甲苯丙胺、去甲伪麻黄碱、卡西酮、二乙基卡西酮、麻黄碱、左旋甲基苯丙胺、二甲磺酸赖右苯丙胺、亚甲二氧甲基苯丙胺、甲基苯丙胺、匹莫林、苯二甲吗啉、苯乙胺（PEA）、苯丁胺、六氢脱氧麻黄硷、假麻黄碱、苯肾上腺素、酪胺。
- 5-羟色胺、去甲肾上腺素和/或多巴胺前体补充剂：5-羟色氨酸、L-多巴、苯丙氨酸、色氨酸, 酪氨酸。
- 在外科手术和牙科中使用的含有肾上腺素的麻醉剂。
- 其他一些特定的补充剂：贯叶连翘（圣约翰草）、肌醇、红景天、腺苷蛋氨酸（SAMe）、茶氨酸。
- 其他的单胺氧化酶抑制剂。

## 历史
MAOIs起步于一次偶然的发现，即异烟酰异丙肼（抗结核药）是一种微弱的单胺氧化酶抑制剂。在1952年，研究者发现使用异烟酰异丙肼进行治疗的结核病患者变得“异常地愉快”，随后在1950年代上叶，MAOIs作为抗抑郁药被广泛使用。其后，两种MAO同功酶的发现使具有更多良性副作用的选择性MAOIs得以发展。
1957到1970年是旧型MAOIs的全盛期。然而，因为它们与拟交感神经药物的严重相互作用，以及与含酪胺食物合用的危险性，最初的非选择性MAOIs开始没落，旧型MAOIs开出的处方大幅减少。当研究者发现有两种不同的单胺氧化酶（MAO-A和MAO-B）时，他们研发了针对MAO-B的选择性单胺氧化酶抑制剂（如用于帕金森氏病的丙炔苯丙胺），来减少副作用和严重的相互作用。之后，研究人员还更进一步地研发出了不仅具选择性，还具可逆性的MAO-A抑制剂（吗氯贝胺和托洛沙酮），再度减轻了饮食限制及药物相互作用。
最初发现的MAOIs是不可逆的，它们在更加安全的抗抑郁药发现后逐渐变得不被重用。这些新型的抗抑郁药的不良反应更少，特别地，相较于不可逆的MAOI，这些药物没有与含酪胺的食物合用的危险（可能导致高血压）。但可逆性的MAOIs并没有与酪胺合用的危险。吗氯贝胺是第一种被广泛临床试验的可逆性MAO-A抑制剂。它的可逆性使其具有许多优于旧型MAOIs的特征。
2006年2月28日，一种称为司来吉兰的丙炔苯丙胺皮肤药贴被FDA批准用于抑郁治疗。

## 单胺氧化酶抑制剂列表

### 上市药品
- 非选择性MAO-A/MAO-B抑制剂
  - 联氨类
    - 异烟肼
    - 尼亚酰胺 (Niamid)
    - 苯乙肼 (Nardil, Nardelzine)

  - 非联氨类
    - 强内心百乐明 (Parnate, Jatrosom)
- 选择性MAO-A抑制剂
  - 吗氯贝胺 (Aurorix, Manerix)
  - 吡吲哚 (Pirazidol) （俄罗斯可用）
  - 托洛沙酮 (Humoryl) （法国可用）
- 选择性MAO-B抑制剂
  - 雷沙吉兰
  - 丙炔苯丙胺 (Deprenyl, Eldepryl, Emsam)

利奈唑胺使一种有较弱单胺氧化酶抑制作用的抗生素。

### 已撤出市场的药品
- 非选择性MAO-A/MAO-B抑制剂
  - 联氨类
    - 苯莫辛 (Nerusil, Neuralex)
    - 异丙氯肼 (Sursum)
    - 异烟酰异丙肼 (Marsilid, Iprozid, Ipronid, Rivivol, Propilniazida) (仅有法国尚在使用)
    - 美巴那肼 (Actomol)
    - 奥他莫辛 (Ximaol, Nimaol)
    - 苯异丙肼 (Catron)
    - 苯氧丙肼 (Drazine)
    - 新戊酰苯酰吖嗪 (Tersavid)
    - Safrazine (Safra) (仅有日本尚在使用)

  - 非联氨类
    - 卡罗沙酮 (Surodil, Timostenil)
- 选择性MAO-A抑制剂
  - 苯哒吗啉 (Cantor)

## 在流行文化中
- 在美剧《灵书妙探》（Castle）第二季第20集中Bobby Mann在服用MAOI进行治疗。谋杀他的人利用此药的药物相互作用杀死了他，并由此让他的死因看起来像是一次心脏病发作。
- 在美国电视剧《法律与秩序》（Law & Order）第十五季第6集中，一名外科医生开的止痛药与MAOI产生相互作用，导致患者死亡。
- 《法律与秩序》中的剧情与一个真实的事件很相似。记者Sidney Zion在1984年10月4日于曼哈顿的一个急诊科询问了她女儿Libby Zion的死因，而死因却被归为“不明感染”[46][47][48]。她的父亲说服政府部门启动一项刑事调查，由此发现包括德美罗的一些药品对他的女儿使用了，并与苯乙肼产生了相互作用。这位父亲对一个批准使用束缚和麻醉药来应对Zion的焦躁的医生寻求谋杀指控[49]。这种情况推进了毕业后医学继续教育方面的许多改革，并限制了工作者的工作时长[50]。药物滥用最终被认为是导致她死亡的主要因素[51]。